# Wilton Township (Iowa)
Pour les articles homonymes, voir Wilton Township.
Wilton Township est un township du comté de Muscatine en Iowa, aux États-Unis,.
Le township est colonisé en 1849 et fondé en 1853.

## Source de la traduction
- (en) Cet article est partiellement ou en totalité issu de l’article de Wikipédia en anglais intitulé « Wilton Township, Muscatine County, Iowa » (voir la liste des auteurs).